# Димаев, Умар Димаевич
Дима́ев, Ума́р Дима́евич (1 октября 1908, Урус-Мартан — 26 декабря 1972, Грозный) — чеченский музыкант и композитор, Народный артист Чечено-Ингушской АССР, отец музыкантов и композиторов Али и Саида Димаевых.

## Биография
Родился 1 октября 1908 года в селе Урус-Мартан в Чечне. C 1924 года работал в музыкантом на Урус-Мартановском районном радиоузле. С 1929 года работал в Грозном солистом оркестра народных инструментов в Чечено-Ингушском драматическом театре. В 1934 году стал и солистом оркестра народных инструментов республиканского радиокомитета. В 1939 году в Москве стал лауреатом первого всесоюзного конкурса исполнителей на народных инструментах.
Во время Великой Отечественной войны написал много патриотических произведений. Вплоть до депортации активно работал в составе фронтовых музыкальных бригад, дававших концерты на фронте, в госпиталях, для убывающих на фронт и тружеников тыла.
В годы депортации жил на станции Пишпек Киргизской ССР. С 1946 года работал кочегаром на заводе «Сельхозмашиностроение».
С 1954 года Умар Димаев был солистом-инструменталистом в Чечено-Ингушском ансамбле песни и танца, позже переименованном в «Вайнах». В 1956 году состоялась первая за годы депортации радиотрансляция с концерта мастеров искусств Чечено-Ингушетии, участником которого был и Умар Димаев.
После возвращения на родину в 1957 году он продолжил работу в Чечено-Ингушском ансамбле песни и танца. В том же году он стал Заслуженным артистом ЧИАССР, а в 1961 году — Народным артистом ЧИАССР.
Участвовал в съёмках фильма «Я буду танцевать» о творчестве известного танцовщика Махмуда Эсамбаева.
С 1970 года работает в Чечено-Ингушской государственной филармонии, участвует в концертах, в том числе сольных. Его записи пополнили архивы фонотек студий республик Кавказа и Всесоюзной звукозаписывающей фирмы «Мелодия». Были изданы десятки грампластинок с его записями. Умар Димаев написал более 400 произведений.
В 1970 году был представлен к званию Заслуженного артиста РСФСР. Но тяжёлая и продолжительная болезнь и кончина не позволили ему получить звание.

## Семья
Умар Димаев и его супруга Асет воспитали четырёх сыновей — Мутуша, Саида, Али, Амарбека — и дочь Айну. Трое из детей, Саид, Али и Амарбек получили профессиональное музыкальное образование.
- Мутуш Димаев.
- Саид Димаев — композитор, дирижёр, член Союза композиторов России.
- Айна Димаева.
- Али Димаев — музыкант и композитор, автор и исполнитель песен, основатель и бессменный руководитель первой чеченской рок-группы «Зама» («Время»), дипломант XII Всемирного фестиваля молодёжи и студентов в Москве (1985), Лауреат Премии Ленинского комсомола Чечено-Ингушской АССР (1986), дипломант V Международного фестиваля «Ярославские гуляния» (2000), Народный артист Чеченской Республики (2001) и Республики Ингушетия (2001).
- Амарбек Димаев — пианист, гармонист, композитор, аранжировщик. Окончил Ростовский государственный музыкально-педагогический институт.

## Память
- В Чеченской Республике учреждена Государственная премия в области музыкального искусства имени Умара Димаева[1].
- Открытый в Урус-Мартане в 2010 году Дворец культуры получил имя Умара Димаева[2].
- В Грозном именем Димаева названа одна из улиц[3].
- Чрезвычайный и полномочный посол Иордании в Японии Димай Зухейр был назван в честь Умара Димаева[4].